# Голл (півострів)
Півострів Голл (англ. Hall Peninsula) — півострів на південному краю острова Баффіна, у території Нунавут, Канада. Він розташований між затокою Фробішера на заході та затокою Камберленд на сході, у межах координат 62°40′ пн. ш. та 65°10′ зх. д. Півострів Голл належить до арктичної тундри — найхолоднішого та найсухішого біому у світі. Півострів Блант простягається від південно-східної частини півострова Голл.
На півострові Голл розташована кімберлітова провінція Чідліак, у межах якої виявлено кімберлітові трубки, що містять алмази.